# Robinet & Cie
F. Robinet & Cie war ein französischer Hersteller von Automobilen.

## Unternehmensgeschichte
Das Unternehmen aus Nantes begann 1906 mit der Produktion von Automobilen. Der Markenname lautete Robinet. 1907 endete die Produktion.

## Fahrzeuge
Das einzige Modell 10 CV wird als ein Vorläufer der Cyclecars bezeichnet. Es war ein Tandem-Zweisitzer. Der hintere Sitz war für den Fahrer. Der V2-Motor von Deckert war zwischen den Sitzen montiert und trieb über eine Kette die Hinterachse an. Das Getriebe verfügte über zwei Gänge und kam von Bozier.